# Belgique au Concours Eurovision de la chanson 2015
La Belgique a annoncé sa participation au Concours Eurovision de la chanson 2015 à Vienne, en Autriche le 3 juin 2014. Le pays est représenté par Loïc Nottet et sa chanson Rhythm Inside, sélectionnés en interne par le diffuseur belge RTBF.

## Sélection
Le chanteur Loïc Nottet, représentant la Belgique au Concours Eurovision de la chanson est présenté le 3 novembre 2014 à la suite d'une sélection interne. La chanson a été présentée le 10 mars 2015 et s'intitule Rhythm Inside.

## À l'Eurovision
La Belgique a participé à la première demi-finale qui a eu lieu le 19 mai 2015. Arrivé 2e avec 149 points, le pays se qualifie pour la finale du 23 mai 2015, où il termine 4e avec 217 points.